# Кенема
Кене́ма (англ. Kenema) — друге за величиною місто в Сьєрра-Леоне. Столиця і найбільше місто в Східній провінції (Сьєрра-Леоне). Місто є адміністративним центром округу Кенема.

## Історія
Задовго до появи в цих місцях ознак сучасної цивілізації, на місці нинішньої Кенеми існувало кілька сіл племені менде. У 1898 році британська адміністрація розпочала будівництво залізниці Фрітаун — Пендембу, бажаючи полегшити доступ до деревини і корисних копалин у східній частині Сьєрра-Леоне. У 1904 році будівельники добралися до місця, де зараз розташоване місто, і заснували тут невелике селище, мешканці якого займалися переважно заготівлею дров і шпал для залізниці. Про звичаї, що панували в селищі, можна здогадатися з назви — в перекладі з мови менде Кенема означає «нікуди поскаржитися».

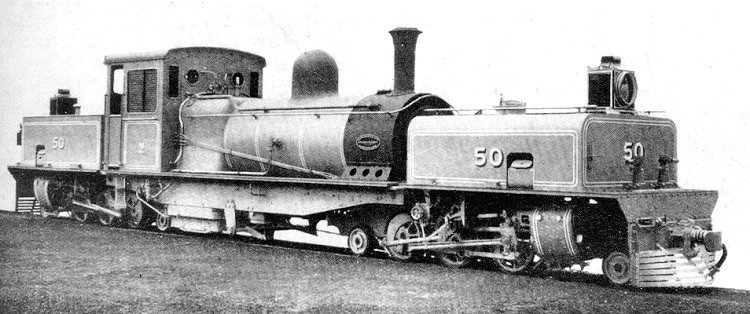
Паровоз на залізниці недалеко від Кенеми, 1926 рік

Перші десятиліття існування поселення вся його життя було пов'язане із залізницею, але в 1931 році в околицях міста були знайдені перші алмази, які дали сильний поштовх його розвитку. У 1974 році залізниця була закинута, так як влада незалежної Сьєрра-Леоне виявилися нездатною забезпечити її функціонування. Місто сильно постраждало під час громадянської війни. Повстанці руйнували будинки містян, намагаючись знайти в глиняних стінах алмази (що іноді їм і справді вдавалося). В останні роки Кенема досить бурхливо розвивається і є головним центром торгівлі алмазами в країні.

## Географія та клімат
Місто розташоване приблизно за 330 кілометрів від столиці країни в передгір'ях на висоті 238 метрів над рівнем моря. В околицях міста є алмазні розсипи.
Кенема лежить у зоні субекваторіального клімату, з чітко вираженими сухим (листопад — квітень) і дощовим (травень — жовтень) сезонами. Сухий і запорошений вітер харматан, що дме в сухий сезон з Сахари, призводить до збільшення різниці між нічними й денними температурами в порівнянні з сезоном дощів.

## Економіка і транспорт
Кенема є великим центром торгівлі алмазами і служить економічним і фінансовим центром Східної провінції. Також є підприємства з лісозаготівлі й деревообробки (поступово занепадають через зникнення лісів), первинній обробці продукції сільського господарства.
В околицях міста розташований невеликий аеропорт (IATA: KEN, ICAO: GFKE), з якого виконує рейси до Фрітауну, Бо і Коно гвінейська авіакомпанія Eagle Air.
Кенема пов'язана асфальтованою дорогою, побудованої вже після громадянської війни, з Фрітауном (через Бо). Решта дороги в околицях міста не мають твердого покриття і в сезон дощів практично непрохідні.

## Проблеми міста
Громадянська війна завдала Кенемі значної шкоди, зруйнувавши і без того занепалу після відходу англійців інфраструктуру. Швидке зростання населення після війни посилило проблеми. Системи водопроводу, каналізації та електропостачання практично не діють, заможні городяни користуються дизель-генераторами і привізною водою. Прибирання та вивезення сміття погано організовані, що, поряд з низькою побутової культурою місцевого населення, призводить до утворення на вулицях міста куп побутових і харчових відходів вище людського зросту. З урахуванням спекотного й вологого клімату це сприяє значному поширенню холери, черевного тифу й шлунково-кишкових захворювань. У місті та його околицях також часті випадки захворювання малярією і гарячкою Ласса (є відкрита Всесвітньою організацією охорони здоров'я клініка по її лікуванню). Перед відвідуванням міста вкрай рекомендується зробити вакцинацію від жовтої гарячки.

## ЗМІ
У місті є дві основні радіостанції — Eastern Radio 101,9 і Radio Nongowa 101,3.

## Спорт
Як і в решті частини країни, футбол є найпопулярнішим видом спорту в Кенемі. У місті є два клуби: Kamboi Eagles і Gem Stars, які виступають в Національній Прем'єр-лізі Сьєрра-Леоне.